# 夏のおバカさん
「夏のおバカさん」（なつのおバカさん）は、南野陽子の21枚目のシングル。1991年6月8日にソニーレコードからリリースされた。

## 概要
表題曲は初めて南野自身が作曲を手掛けており、同年7月には全曲本人作曲（作詞は本作を除く全曲）のアルバム『夏のおバカさん』が発売された。音楽制作はビーイングが担当。
この曲を最後に南野は歌手活動を停止した。

## 収録曲
両曲共通　編曲: 明石昌夫
1. 夏のおバカさん
作詞: 秋元康 / 作曲: 南野陽子
2. Lonely Blue
作詞: 森山進治 / 作曲: 多々納好夫